# Attila F. Balázs
Œuvres principales
Villon nyakkendője (2015), Balázs F. Attila legszebb versei (2013), Kék (2011), Minimál (2010), Missa Bestialis (2008), Maszkok (1992)
Attila F. Balázs (Ferenc Attila Balázs) (Târgu Mureș, 15 janvier 1954) est poète, écrivain, traducteur, rédacteur et éditeur hongrois. 

## Vie et œuvre
Né en 1954 à Târgu Mureș, et scolarisé à Ditrău, Attila continue ses études à l’Institut de théologie catholique d’Alba Iulia en 1973 pour obtenir un diplôme en bibliothéconomie et traduction littéraire à Bucarest. Il a travaillé comme bibliothécaire à la Bibliothèque départementale de Miercurea-Ciuc jusqu’en 1989. En 1990, il s’est établi en Slovaquie. Entre 1990 et 1992, il est rédacteur du quotidien Szabad Újság (Bratislava), collaborateur à Új Szó et responsable de la maison d’édition Madách à Bratislava. En 1994, il fonde la maison d’édition AB-ART (Bratislava), qu’il dirige depuis. Il est fondateur et éditeur de la revue Poesis International de Satu Mare et éditeur en chef de la revue Szőrös Kő. Il est membre de l’Union des écrivains hongrois, de l’Union des écrivains de Roumanie, du Club PEN Hongrie, de la Société des écrivains hongrois de Slovaquie et de la Ligue des écrivains hongrois de Transylvanie. Il est vice-président de l’association culturelle Dellart (Cluj-Napoca). Auteur de plus d’une douzaine de recueils et traducteur de plus de vingt livres, Attila F. Balázs était récompensé de nombreux prix (Prix Madách, Prix Lucian Blaga, Prix Arghezi) ,. Son œuvre a été traduit en 15 langues. Il participe régulièrement à des festivals littéraires internationaux sur tous les continents en tant que poète invité (Nicaragua, Colombie, Vénézuela, Canada, Turquie, Équateur) ,.
En 2016, le traducteur et historien de la littérature hongrois Károly Sándor Pallai a choisi, préfacé et traduit ses poèmes en français qui étaient publiés à Paris, aux Éditions du Cygne.

## Œuvres

### Recueils
- 1992 : Maszkok (poèmes), Madách, Bratislava, Prix Madách.
- 1992 : A macska leve (nouvelles), Microgramma, Bratislava.
- 2002 : Meztelen lovagok (poèmes), AB-ART, Bratislava.
- 2003 : Arcképcsarnok (série de vulgarisation littéraire), AB-ART, Bratislava.
- 2005 : Szókeresztem (poèmes choisis), Lilium Aurum, Dunajská Streda.
- 2006 : Casanova átváltozásai – Premeny Casanovu (recueil de prose bilingue, hongrois-slovaque, Plectrum.
- 2007 : Kortárs román költők (trad., éd.)
- 2007 : Antologia sucasnej rumunskej poezie (éd.)
- 2008 : Menekülés a gettóból (traductions), AB-ART, Bratislava.
- 2008 : Missa bestialis, Limes, Cluj-Napoca, 2008.
- 2009 : Egy zacskó cseresznye (Anthologie de la poésie roumaine contemporaine), AB-ART, Bratislava.
- 2010 : Versek / Poezii. Édition bilingue (hongrois-roumain). Limes / Dellart.
- 2010 : Minimál (Új versek), AB-ART, Bratislava.
- 2011 : KÉK (új versek), AB-ART, Bratislava.
- 2011 : Metamorfozele lui Casanova, traduction d’I. Foarta, Grinta, Cluj-Napoca.
- 2011 : Minimal, traduction d’Enikő Thiele-Csekei et Timo Berger, Gabrielle Schaefer Verlag, Herne.
- 2012 : Casanova átváltozásai, (nouvelles) AB-ART, Bratislava.
- 2012 : The Scene, (poèmes en 12 langues), Orient-Occident, Bucarest.
- 2012 : Prelomljeni hleb, (poèmes en serbe, traduction de Jolanka Kováč), Libertatea, Pančevo.
- 2012 : Gordiev Jazol, (poèmes en macédonien, traduction de D. Dimov), Matica, Skopje.
- 2013 : Legszebb versei, (poèmes choisis et postface de Csaba András Sűtő), AB-ART, Bratislava.
- 2013 : Minimal (poèmes en portugais, traduction de José Eduardo), Editora Aty, Porto Alegre, Brésil.
- 2013 : Casanova’s Metamorphoses (traduction d’Adrian George Sahlean), Ekstasis Editions, Vancouver, Canada.
- 2014 : Cravata lui Villon, (poèmes en roumain, traduction de Serban Foarţă, préface de Gheorghe Grigurcu, Tipo, Moldova.
- 2014 : Luna pe cale de a se ȋneca, nouvelles, traduction de Foarţă Gábos Ildiko, essai de Nicolae Coande, ARC, Chișinău.
- 2014 : La metamorfosis de Casanova, traduction espagnole de Rafael Soler, El Quirófano Ediciones, Colombie.
- 2014 : Blue/Kék, traduction anglaise d’Elizabeth Csicsery-Rónay, Libros Libertad, Vancouver, Canada.
- 2015 : Метаморфозе Казанове, nouvelles en serbe, traduction de Jolánka Kovács, Sremska Mitrovica.
- 2015 : Missa Bestialis, poèmes en anglais, traduction de Lucia Gorea, Libros Libertad, Vancouver, Canada.
- 2015 : Villon nyakkendője, poèmes, Art Danubius.
- 2016 : Chair impassible, poèmes en français, traduction et préface de Károly Sándor Pallai, Éditions du Cygne, Paris.

### Traductions
- 2007 : Kortárs román költők, AB-ART, Bratislava.
- 2009 : Varujan Vosganian, Kék sámán (Şamanul albastru), AB-ART, Bratislava.
- 2009 : Gabriel Chifu, Táblajáték (Jocul de table). Traduction de Balázs F. Attila et François Bréda, AB-ART, Bratislava.
- 2009 : Mircea Petean, Anna versek (Poemele Anei), AB-ART, Bratislava.
- 2009 : Angela Baciu, Poezii / Versek, Limes /AB-ART.
- 2009 : Mircea Petean, Poezii / Versek, Limes, Cluj-Napoca.
- 2011 : Vasile Dan, Folyékony tükör poèmes, AB-ART.
- 2011 : Lucian Blaga, Poezii / Versek, Nemzeti Tankönyvkiadó, Budapest.
- 2012 : Ioan Es Pop, Nem mertem kiáltani soha, AB-ART.
- 2012 : Robert Serban, Illatos koporsó, poèmes, L’Harmattan, Budapest.
- 2012 : Carolina Ilica, Valamivel több, poèmes, AB-ART.
- 2012 : Rade Siljan, Évszázadok, poèmes, AB-ART.
- 2013 : Rafael Soler, Visszaút / Maneras de volver, poèmes (édition bilingue) AB-ART.
- 2013 : José Eduardo Degrazia, A szerelem geometriája, poèmes, AB-ART.
- 2014 : Turczi István, Strainul, poèmes, Europa, Craiova.
- 2014 : Új Dánia, anthologie des poètes moldaves, Parnasszus, Budapest.
- 2014 : Augusto Rodriguez,  Örültek csókja, poèmes, AB-ART.
- 2015 : Nedeljko Terzic,  Robaj és csend, poèmes, AB-ART.
- 2015 : Metin Cengiz, Fekete és fehér, poèmes, AB-ART.
- 2015 : Müesser Yeniay, A rózsaszedés szertartása, poèmes, AB-ART.

### Anthologies
- 1978 : Kimaradt Szó, Kriterion, Bucarest.
- 1980 : Ötödik Évszak, Târgu Mureș.
- 1999 : Vámbéry Antológia, Lilium Aurum, Dunajská Streda.
- 2006 : Vámbéry Antológia, Lilium Aurum, Dunajská Streda.
- 2006 : Szlovákiai magyar szép versek, SZMIT, Dunajská Streda.
- 2007 : Szlovákiai magyar szép irodalom, SZMIT, Dunajská Streda.
- 2008 : Tahle ctvrt je nase, Mezera, Prague /AB-ART, Bratislava.
- 2008 : Szlovákiai magyar szép irodalom, SZMIT, Dunajská Streda.
- 2009 : Pesniki čakajoči na angela, Apokalips, Ljubljana.
- 2009 : Vámbéry Antológia, Lilium Aurum, Dunajská Streda.
- 2010 : Vámbéry Antológia, Lilium Aurum, Dunajská Streda.
- 2010 : Festival Internacional de Poesia, Granada (Nicaragua).
- 2011 : Szlovákiai magyar szép irodalom, SZMIT, Dunajská Streda.
- 2011 : Meridian Blaga, Asociatia Blaga, Cluj-Napoca.
- 2011 : Struga, home of poetry, Struga.
- 2011 : Vámbéry Antológia, Lilium Aurum, Dunajská Streda.
- 2012 : Poesys 16, Time for Poetry, Bucarest.
- 2012 : Vámbéry Antológia 2012, Lilium Aurum, Dunajská Streda.
- 2012 : International PEN Multilingual Anthology, AB-ART.
- 2013 : Three Poems from Europe, Editura Pelerin, Bukarest.
- 2013 : Al salir de la cárcel, Edifsa, Salamanque.
- 2013 : Szlovákiai magyar szépirodalom, SZMÍT.
- 2013 : Vámbéry Antológia, Lilium Aurum, Dunajská Streda.
- 2013 : Del teatro del silencio al parnasso, Tegucigalpa, Honduras.
- 2014 : Poems for the Hazara: A Multilingual Poetry Anthology by 125 Poets from 68 Countries,  Full Page Publishing, New York-Oslo.